# ألان أبسير
ألان أبسير (بالفرنسية: Alain Absire) ولد عام 1950 بروان. وهو روائي وكاتب قصة قصيرة. وكان في البداية كاتب مسرحي. وناقد أدبي بالمجلة الأدبية، ثم في فيغارو الأدبية (1984 - 1990). لقد عمل رئيس لمجموعة في النشر بدار نشر كالمان ليفي ( 1990 -1993 ).